# Percy Jackson și Olimpienii: Hoțul Fulgerului
Percy Jackson și Olimpienii: Hoțul Fulgerului (cunoscut ca Percy Jackson & Hoțul Fulgerului ) este un film fantastic de aventură produs de Chris Columbus. Filmul este o adaptare după  Hoțul Fulgerului, primul roman din seria Percy Jackson și Olimpienii scrisă de Rick Riordan. Starul filmului, Logan Lerman, e personajul principal, Percy Jackson, alături de actorii Brandon T. Jackson, Alexandra Daddario, Jake Abel, Rosario Dawson, Steve Coogan, Uma Thurman, Catherine Keener, Sean Bean și Pierce Brosnan. A apărut în cinematografe din 12 februarie 2010.

## Rezumat
În vârful Empire State Building, Poseidon (Kevin McKidd) se întâlnește cu fratele său, Zeus (Sean Bean). Cei doi se întâlniseră deoarece fulgerul, cea mai puternică armă existentă, dispăruse. Zeus îl învinovățește pe fiul fratelui său, Percy, ca l-ar fi furat. Zeus îi dă 14 zile (până la solstițiu) să returneze fulgerul sau se va isca un război. 
În timpul unei excursii la muzeul de artă greacă și romană, tânărul Percy Jackson (Logan Lerman) este surprins de o furie, Doamna Dodds, care îl atacă pentru a recupera fulgerul care crede că este la el. Percy este salvat la timp de profesorul său de latină, Domnul Brunner (Pierce Brosnan). Domnul Brunner îi dă lui Percy un pix și îi explică că este o armă foarte puternică. La instrucțiunile profesorului, cel mai bun prieten a lui Percy, Grover (Brandon T. Jackson), îl duce spre Tabăra Half-Blood (o tabără de semizei), împreună cu mama sa, Sally Jackson (Catherine Keener). În timpul călătoriei, ei sunt atacați de un  minotaur. Deși Percy și Grover, care află ca este un satir, ajung în tabără, protecția de la intrare nu îi permit mamei lui Percy să intre, așa că este capturată de minotaur. Percy învinge minotaurul cu pixul, care se transformă într-o sabie numită Anaklusmos, ucizând creatura.
În Tabăra Half-Blood, Percy află că Domnul Brunner este de fapt centaurul Chiron, iar tatăl său este Poseidon. de asemenea, Percy îl întâlnește pe Luke Castellan (Jake Abel), fiul lui Hermes și șeful taberei, și pe Annabeth Chase (Alexandra Daddario), fiica Atenei. Tot acolo Percy află că are abilitatea de a dezvolta puteri asupra apei.
Mai târziu, Hades apare și îi propune lui Percy un schimb: fulgerul pentru mama sa. Chiron îl instruiește pe tânărul semizeu sa nu facă târgul și să meargă în Olimp pentru a-l convinge pe Zeus de nevinovăția sa. Percy hotărăște să plece în Infern pentru a-l convinge pe zeu că nu el a furat Fulgerul. Grover și Annabeth decid să-l însoțească. Luke îl ajută pe Percy, dându-i un scut, o pereche de papuci zburători și o hartă către perlele Persefonei (Rosario Dawson), pentru a ieși din Infern.
La Garden Emporium, cei trei sunt atacați de Medusa (Uma Thurman), o decapitează și îi iau prima perlă. de asemenea, îi iau și capul pe care îl folosesc cu succes împotriva hidrei care îi atacă în Parthenon în Nashville, Tennessee. Acolo găsesc cea de-a doua perlă. Găsesc a treia perlă în Lotus Hotel and Casino în Las Vegas. După ce părăsesc Las Vegas, harta dezvăluie intrarea în Infern: Hollywood, sub însemnul hollywoodian. 
Cei trei intră în Infern și traversează Râul Styx. Sunt atacați de Cerber, dar Persefona îi salvează și îi duce la Hades. Percy încearcă să explice că nu a furat Fulgerul, își scapă scutul cand o vede pe mama sa, iar Hades observă ca în interiorul acestuia se află Fulgerul. Persefona îi distrage atenția, îi ia fulgerul și îl atacă. Percy, Annabeth și Sally scapă din Infern, dar sunt nevoiți să o lase pe mama lui Percy în urmă, în „grija” Persefonei, deoarece au doar trei perle. Sunt transportați la Empire State Building - intrarea în Olimp. Percy este nevoit să se confrunte cu Luke, care se dezvăluie ca fiind hoțul Fulgerului. Își exprimă opinia că generația sa ar trebui să conducă Olimpul, crezând că cei trei nu vor scăpa din Infern în viață. După ce Percy își folosește puterile pentru a-l înfrânge pe Luke (Luke nu moare, continuând să fie antagonistul seriei), Percy ajunge în Olimp, unde returnează Fulgerul și dezvăluie adevărul despre Luke. Percy îl roagă de asemenea pe Zeus sa îl scape pe Grover din Infern, iar Zeus e de acord. Poseidon îi explică lui Percy motivul pentru care l-a părăsit când avea 7 luni: o lege dată de Zeus prin care zeii nu pot avea contact fizic cu fii lor, deoarece își neglijau responsabilitățile. Percy se întoarce în Tabăra Half-Blood, unde își continuă antrenamentul alături de Annabeth și Grover.

## Distribuție

### Personaje principale
- Logan Lerman ca Percy Jackson, protagonistul filmului, fiul lui Poseidon
- Alexandra Daddario ca Annabeth Chase, fiica Atenei
- Brandon T. Jackson ca Grover Underwood, cel mai bun prieten a lui Percy, un satir
- Jake Abel ca Luke Castellan, fiul lui Hermes, antagonistul filmului

### Zei
- Sean Bean ca Zeus, stăpânul cerului și conducătorul Olimpului; soțul și fratele Herei
- Kevin McKidd ca Poseidon, fratele lui Zeus; stăpânul mărilor
- Steve Coogan ca Hades, fratele lui Zeus și Poseidon și soțul Persefonei; stăpânul infernului
- Dylan Neal ca Hermes, mesagerul Zeilor, zeul hoților și al călătoriei; tatăl lui Luke
- Melina Kanakaredes ca Athena, zeița înțelepciunii și a strategiei; mama lui Annabeth
- Rosario Dawson ca Persefona, zeița primăverii; soția lui Hades și fiica lui Zeus și a Demetrei
- Erica Cerra ca Hera, zeița protectoare a căsătoriilor; sora și soția lui Zeus
- Stefanie von Petten ca Demetra, zeița pământului și a recoltei
- Dimitri Lekkos ca Apollo, zeul Soarelui și artelor; fratele geamăn a lui Artemis
- Ona Grauer ca Artemis, zeița Lunii și a vânătorii; sora geamănă a lui Apollo
- Serinda Swan ca Afrodita, zeița iubirii;  soția lui Hefaistos
- Conrad Coates ca Hefaistos, zeul fierarilor, soțul Afroditei

### Creaturi mitice
- Uma Thurman ca Medusa
- Pierce Brosnan ca Chiron, antrenorul eroilor
- Maria Olson ca Mrs. Dodds, slujitoarea lui Hades
- Julian Richings ca Charon, barcagiul de pe Râul Styx

### Personaje secundare
- Catherine Keener ca Sally Jackson, mama lui Percy
- Joe Pantoliano ca Gabe Ugliano, tatăl vitreg a lui Percy

## Productie
În iunie 2004, 20th Century Fox a cerut drepturi de a face un film după cartea cu același nume.

## Joc video
Jocul video Percy Jackson & the Olympians: The Lightning Thief a fost lansat pe Nintendo DS pe 11 februarie 2010.